# 1945 no Brasil
Esta é uma cronologia dos fatos acontecimentos de ano 1945 no Brasil.

## Incumbentes
- Presidente do Brasil - Getúlio Vargas (3 de novembro de 1930 - 29 de outubro de 1945)
- Presidente do Brasil - José Linhares (29 de outubro de 1945 - 31 de janeiro de 1946)

## Eventos
- 28 de Fevereiro - Estado Novo: Lei Constitucional nº 9 é decretada, iniciando o processo de redemocratização do Brasil.[1]
- 2 de abril: O Brasil restabelece as relações diplomáticas com a União Soviética.[2]
- 7 de Abril - Fundada a União Democrática Nacional - UDN, como força política de oposição a Getúlio Vargas e seus aliados.
- 18 de Abril - Estado Novo: É dada anistia geral a condenados por crimes políticos no Brasil, pelo Decreto-lei nº 7.474.[3]
- Maio - Queremismo: movimento político que defende a permanência de Vargas até o fim dos trabalhos da nova Assembleia Constituinte e sua candidatura para Presidente nas próximas eleições.
- 15 de Maio - Fundado o Partido Trabalhista Brasileiro - PTB, partido apoiador de Vargas, sob influência do Queremismo.
- 28 de maio - Estado Novo: É revogada a lei que proibia os partidos políticos, e é marcada Eleições Diretas para Presidente no dia 2 de Dezembro deste mesmo ano pelo Decreto-lei nº 7.586,[4] que também promulga o terceiro Código Eleitoral Brasileiro, que permite as eleições diretas para o presidente da República e os governadores dos Estados.[5][6]
- O Partido Comunista Brasileiro - PCB volta a legalidade, obtendo seu registro eleitoral para participar das eleições. Os comunistas começam a criar as Ligas Camponesas no interior do país.
- 6 de junho: Presidente Getúlio Vargas assina o decreto, que declara guerra ao Império do Japão.[7]
- 4 de julho: O cruzador brasileiro Bahia afunda-se após uma explosão provocada por um disparo acidental durante os treinos militares.[8]
- 6 de julho: O primeiro escalão da Força Expedicionária Brasileira parte da cidade italiana de Nápoles.[9]
- 17 de Julho - Fundado o Partido Social Democrático - PSD, por aliados de Vargas.
- 18 de julho: Os primeiros contingentes da Força Expedicionária Brasileira desembarcam no Rio de Janeiro.[10]
- 20 de Agosto - Queremismo: Grande comício queremista no Largo da Carioca, no Rio de Janeiro, surpreende opositores de Vargas.[11]
- 21 de agosto — Criação da Escola de Sargentos das Armas[12]
- 26 de setembro: O Partido de Representação Popular é fundado por Plínio Salgado.
- 28 de Outubro - Estado Novo: Vargas nomeia seu irmão, Benjamim Vargas, chefe de polícia do Distrito Federal, o que leva seus adversários políticos a considerarem ameaçado o processo de redemocratização.[13]
- 29 de outubro: - Estado Novo: Ministros militares se movimentam para depor Getúlio Vargas da presidência do Brasil. Getúlio Vargas renuncia ao cargo de presidente do Brasil, marcando o fim do Estado Novo. José Linhares, o presidente do Supremo Tribunal Federal, torna-se o 15º Presidente do Brasil, até a posse do presidente que será eleito em Dezembro.[14][15]
- 28 de Novembro - Vargas declara seu apoio oficial ao candidato presidencial do PSD, Marechal Eurico Gaspar Dutra.
- 2 de Dezembro - Ocorre a décima quarta Eleição Presidencial do Brasil.
- 2 de dezembro: São realizadas as eleições gerais diretas para Presidente da República, Senado Federal e Câmara dos Deputados.[16]
- 2 de dezembro: General Eurico Gaspar Dutra é eleito 16° presidente do Brasil por voto popular na eleição presidencial direta.[17]

## Nascimentos
- 6 de janeiro: Walter Franco, cantor e compositor (m. 2019)
- 7 de janeiro: Cynara, cantora, arranjadora e compositora. (m. 2023)
- 11 de janeiro: Geraldo Azevedo, compositor, cantor e violonista.
- 18 de janeiro: Candinho, treinador de futebol.
- 19 de janeiro: Fio Maravilha, ex-futebolista.
- 18 de fevereiro: Edir Macedo, bispo evangélico e empresário.
- 28 de junho: Raul Seixas, cantor e compositor (m. 1989)
- 31 de agosto: Henrique Meirelles, político.
- 2 de outubro: Wando, Cantor brasileiro (m. 2012).
- 27 de outubro: Luiz Inácio Lula da Silva, 35º e 39º Presidente do Brasil.
- Bob Joe, cantor brasileiro de música country.

## Mortes
- 25 de fevereiro: Mário de Andrade, escritor (n. 1893).